# Palazzo Cellammare
El Palazzo Cellammare (o Cellamare), llamado también Palazzo Francavilla, es un antiguo palacio nobiliario situado en el barrio San Ferdinando de Nápoles, Italia.

## Historia

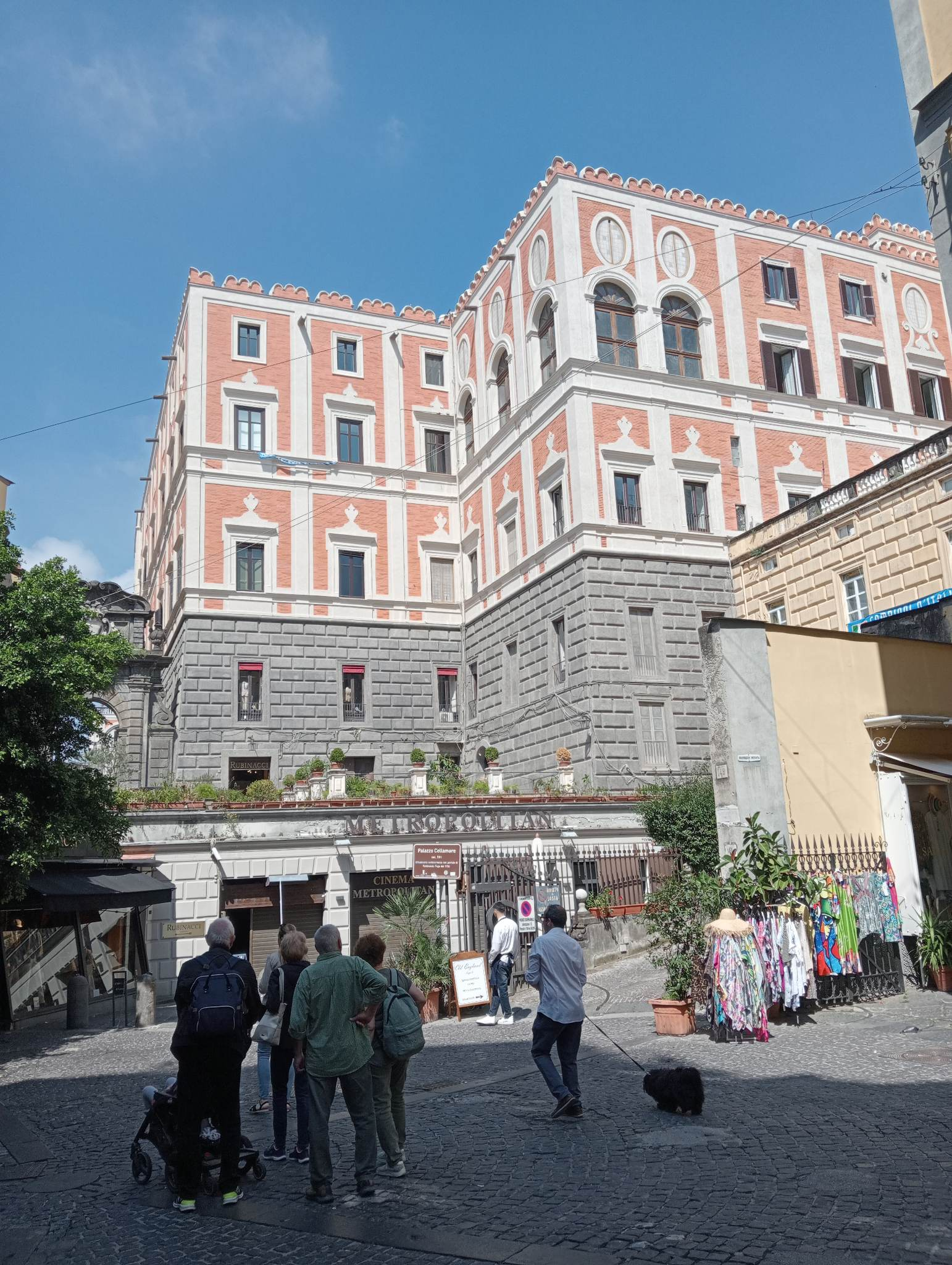
Toda la fachada del palacio hacia la Via Chiaia.

La creación del palacio data del primer decenio del siglo XVI por voluntad del abad de Sant'Angelo di Atella Giovanni Francesco Carafa. Tras sucederle su nieto Luigi Carafa en 1531, este encargó a Ferdinando Manlio restaurar completamente el edificio según los gustos típicos del siglo XVI.
En el siglo XVII, el palacio fue asaltado por el pueblo durante la revuelta de Masaniello y en 1656 se convirtió en lazareto durante la epidemia de peste. En 1689, muerto el último príncipe de Stigliano (Nicola Maria de Guzmàn Carafa), el edificio pasó a ser propiedad del Estado.
En el siglo siguiente fue adquirido por el genovés Antonio Giudice, príncipe de Cellamare y duque de Giovinazzo. Fue posteriormente residencia del príncipe de Francavilla Michele Imperiali, el cual solía organizar grandes fiestas y recepciones tanto en este palacio como en su casino de caza en el Chiatamone, tal y como describió Benedetto Croce: «este noble y riquísimo señor, feudatario en el Reino y fuera del Reino, decorado por los mayores títulos y cargos, espléndido y generoso, se convirtió en el centro de la alta sociedad napolitana».
Durante estos años el palacio se convirtió también en centro de recepción de importantes personajes de la nobleza italiana. A este propósito se efectuaron en su interior importantes obras de modernización ejecutadas por Picchiatti durante la segunda mitad del siglo XVIII. Estas obras afectaron tanto a los interiores como al exterior de la villa, con la creación de dos jardines.
Durante el siglo XIX, en el que se produjo la fuerte urbanización de la zona en la que se sitúa el palacio, algunas obras han reducido en gran medida las vistas panorámicas de la villa.

## Arquitectura y arte

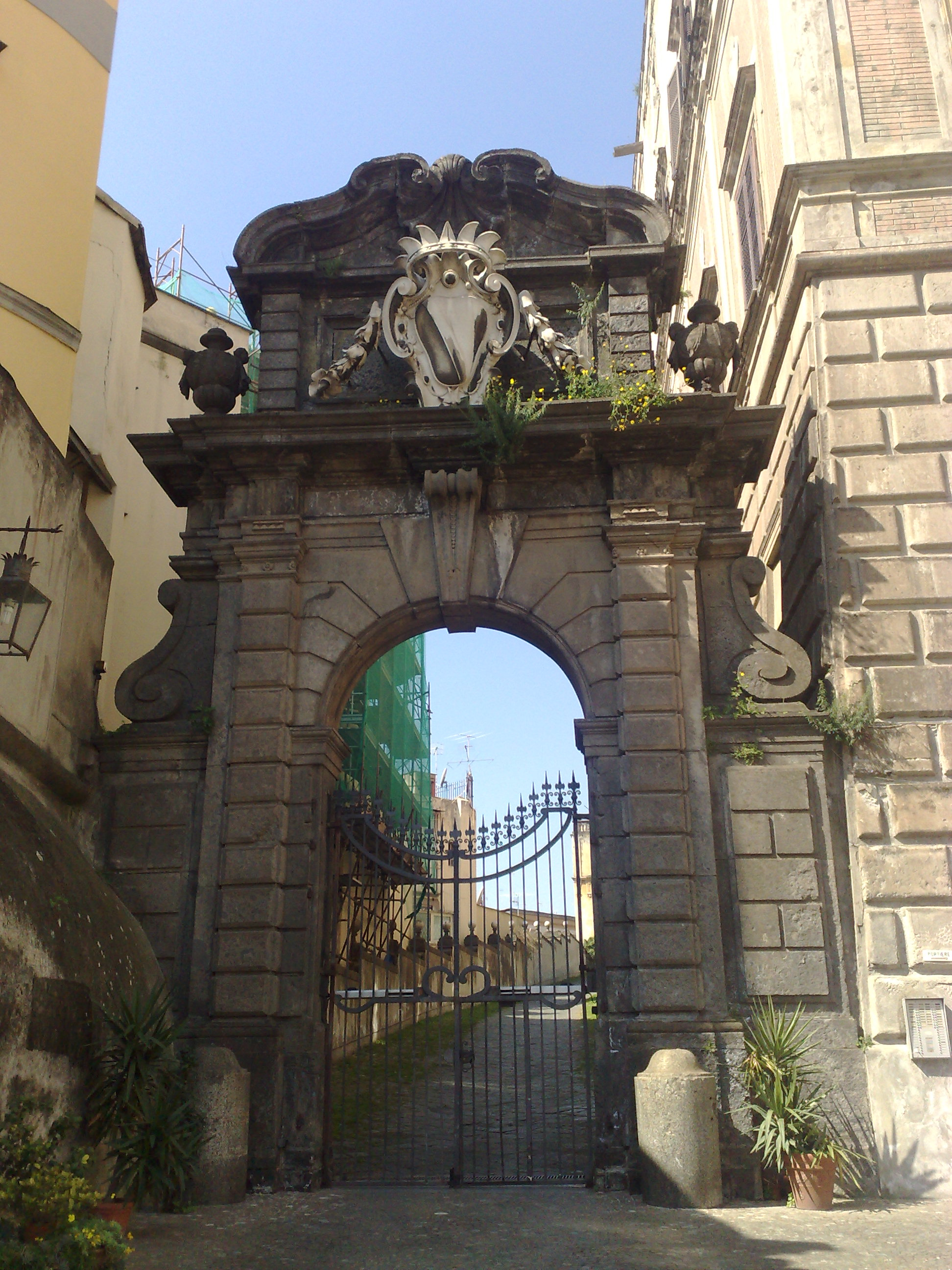
El portón monumental de Ferdinando Fuga.

Desde la Via Chiaia se presenta como un palacio fortificado con el entresuelo en almohadillado liso; el portal de entrada consiste en un arco de piperno de estilo barroco, mientras que la fachada hacia la Via Filangieri está concebida como la fachada de un palacio nobiliario del siglo XVIII. En el curso de los años, varias personas han contribuido a hacer el palacio tal y como se muestra en la actualidad.
Entre 1668 y 1670 el arquitecto Francesco Antonio Picchiatti realizó algunas obras interiores, habiendo trabajado allí ya antes, en 1651, con la edificación de la escalera monumental, posteriormente demolida para ser sustituida por otra de Giovan Battista Manni. Es de Ferdinando Sanfelice el portal interior a líneas quebradas del edificio, que conduce a la escalera, mientras que es de notable belleza la capilla de la Virgen del Carmelo realizada por Giovan Battista Nauclerio en el 1727. Ferdinando Fuga, llamado a ejecutar obras de embellecimiento del edificio ya desde 1726, realizó el portal de entrada al patio, de clara impronta barroca napolitana.
El palacio dispone en la parte trasera de un gran jardín, presente desde mediados del siglo XVI, que ha visto en el curso de los siglos primero una expansión del espacio verde, y posteriormente una reducción del mismo, producida cuando se intensificó la urbanización de esa zona durante el siglo XIX, con la pérdida de dos de los tres jardines que tenía el edificio. El jardín dispone en el centro de algunos fragmentos de una fuente realizada por Giovanni da Nola. Los salones interiores, por último, están decorados con frescos de pintores locales como Giacomo del Po, Pietro Bardellino, Giacinto Diano y Fedele Fischetti.
En 1948 se abrió en las canteras de tufo por debajo del palacio (usadas en su tiempo para obtener los materiales de construcción del edificio) el cine-teatro Metropolitan, según el proyecto de la arquitecta Stefania Filo Speziale. El cine, famoso por ser el de mayor capacidad de la ciudad (unos tres mil espectadores) fue reabierto en los años 2000 después de un largo período de clausura y readaptado con obras específicas.

## Huéspedes célebres
En el palacio se han alojado varias ilustres personalidades de fama internacional. Entre estos se encuentran Giacomo Casanova (que lo cita en su libro llamado Memorias), Angelica Kauffmann, Jacob Philipp Hackert, Goethe (en 1787), Torquato Tasso y Caravaggio, para el cual este edificio fue su última residencia. En el siglo XX, por último, vivió aquí el gran matemático Renato Caccioppoli, que se suicidó en 1959.